# Regina di cuori (singolo)
Regina di cuori è un singolo promo del gruppo musicale italiano Litfiba, pubblicato il 18 maggio 1997 come secondo estratto dall'album Mondi sommersi.

## Descrizione
Il singolo è stato pubblicato come CD promo, solo in cardsleeve edition (busta in cartoncino).
Nello stesso anno, il singolo è uscito anche per il mercato spagnolo, anch'esso in edizione CD promo, con il titolo Reina de corazones, ma con custodia standard e pubblicato dall'etichetta Hispavox.

## Tracce
Edizione italiana
1. Regina di cuori – 4:05

Edizione spagnola
1. Reina de corazones – 4:05

## Formazione
- Piero Pelù - voce
- Ghigo Renzulli - chitarra, voce addizionale
- Daniele Bagni - basso
- Roberto Terzani - campionamenti, grooves e voce addizionale
- Franco Caforio - batteria
- Candelo Cabezas - percussioni e "co-ritmi"